# Туркестанское генерал-губернаторство
Туркеста́нское генера́л-губерна́торство — административное образование в Российской империи, в Западном Туркестане. Позднее официальным названием стало Туркестанский край. Территория Туркестанского генерал-губернаторства входила в состав Туркестанского военного округа.

## История
В 1865 году была образована Туркестанская область в составе Оренбургского генерал-губернаторства.
Указом от 11 (23) июля 1867 года Туркестанская область преобразована в самостоятельное Туркестанское генерал-губернаторство, включавшее в себя две области — Сырдарьинскую с центром в Ташкенте, где находилась резиденция генерал-губернатора, и Семиреченскую — с центром в городе Верном.
Должность помощника генерал-губернатора учреждена в 1899 году (приказ по военному ведомству № 176/1899 и высочайше утверждённое 3 (15) января 1900 года мнение Государственного совета).
С 1868 года и более 30 лет изучением Туркестана занимался известный российский геодезист С. И. Жилинский.
В 1868 году к Туркестанскому генерал-губернаторству присоединяется Зеравшанский округ, позднее в 1887 году преобразованный в Самаркандскую область. В 1874 году был образован Амударьинский округ. В 1876 после завоевания территории Кокандского ханства в Ферганской долине была сформирована Ферганская область. В 1881 году русские закаспийские владения вдоль границы с Ираном с центром в Асхабаде были административно оформлены в виде Закаспийской области, первоначально находившейся в административном подчинении Кавказского наместничества. Однако в 1897 году эта территория вошла в состав Туркестанского генерал-губернаторства.

## Органы власти

### Военные губернаторы Туркестанской области
| Ф. И. О.                   | Титул, чин, звание | Время замещения должности |
| -------------------------- | ------------------ | ------------------------- |
| Черняев Михаил Григорьевич | генерал-майор      | 13.02.1865—1866           |
| Головачёв Николай Никитич  | генерал-майор      | 1866—14.07.1867           |

### Генерал-губернаторы
| Ф. И. О.                      | Титул, чин, звание                  | Время замещения должности |
| ----------------------------- | ----------------------------------- | ------------------------- |
| Кауфман Константин Петрович   | генерал-адъютант                    | 14.07.1867—04.05.1882     |
| Черняев Михаил Григорьевич    | генерал-лейтенант                   | 25.05.1882—01.02.1884     |
| Розенбах Николай Оттонович    | генерал-адъютант, генерал-лейтенант | 01.02.1884—28.10.1889     |
| Вревский Александр Борисович  | барон, генерал от инфантерии        | 28.10.1889—17.03.1898     |
| Духовской Сергей Михайлович   | генерал от инфантерии               | 28.03.1898—01.01.1901     |
| Иванов Николай Александрович  | генерал-лейтенант                   | 23.01.1901—15.04.1904     |
| Тевяшев Николай Николаевич    | генерал от кавалерии                | 22.06.1904—28.11.1905     |
| Субботич Деан Иванович        | генерал-лейтенант                   | 28.11.1905—1906           |
| Гродеков Николай Иванович     | генерал от инфантерии               | 15.12.1906—08.03.1908     |
| Мищенко Павел Иванович        | генерал-лейтенант                   | 02.05.1908—17.03.1909     |
| Самсонов Александр Васильевич | генерал-лейтенант                   | 17.03.1909—1914           |
| Мартсон Фёдор Владимирович    | генерал от инфантерии               | 1914—1916                 |
| Куропаткин Алексей Николаевич | генерал от инфантерии               | 22.07.1916—05.06.1917     |